# 獨協大学の人物一覧
獨協大学の人物一覧（どっきょうだいがくのじんぶついちらん）は、獨協大学に関係する人物の一覧記事。

## 教職員

### 外国語学部
- 矢羽々崇 - ドイツ語学科教授、近現代ドイツ文学
- 相澤啓一 - ドイツ語学科特任教授、ドイツ文学
- 金子芳樹 - 英語学科教授、政治学

### 国際教養学部
- 齋藤哲 - 言語文化学科教授、民事法

### 経済学部
- 森永卓郎 - 経済学科教授、マクロ経済、計量経済学、労働経済学、経済政策。
- 浜本光紹 - 国際環境経済学科教授、環境経済学。
- 藤山英樹 - 国際環境経済学科教授、ゲーム理論、ミクロ経済学、計量経済学。
- 古川光明 - 国際環境経済学科教授、開発経済学

### 法学部
- 大藤紀子 - 国際関係法学科教授、憲法。元パリ政治学院招聘教授。元憲法理論研究会事務局長。
- 中窪裕也 - 国際関係法学科特任教授、労働法

## 元教職員

### 教養部
- 天野貞祐 - 哲学者、京都帝国大学名誉教授、第三次吉田内閣文部大臣、獨協大学初代学長。
- 波多野誼余夫 - 心理学者。専攻は、認知心理学・教育心理学。

### 外国語学部
- 赤井彰 - 西洋史学者、獨協大学名誉教授
- 朝倉剛 - 外国語学部教授、フランス文学、日本仏語教育学会会長、日本仏語仏文学会会長、獨協大学名誉教授
- 阿部一 - 外国語学部教授、応用言語学、阿部一英語総合研究所主宰（所長）、NHKラジオ基礎英語3。
- 有賀貞 - 外国語学部教授、アメリカ政治外交史、一橋大学名誉教授
- 市原豊太 - フランス文学者、随筆家
- 岩崎英二郎 - 外国語学部教授、ドイツ語学、日本学士院会員、慶應義塾大学名誉教授
- 上田浩二
- 大川道代
- 川俣晃自
- 北川悌二
- 北澤滋久 - 外国語学部教授、英文学、獨協大学名誉教授
- 小池辰雄 - 外国語学部教授、ドイツ文学、獨協大学名誉教授
- 小島幸枝
- 片岡啓治
- 勝田有恒
- 木暮亮 - ドイツ文学者、詩人、キリスト教徒。
- 近衛秀健 - 講師
- 佐藤正之 - 外国語学部教授、フランス語学、獨協大学名誉教授。
- 清水透
- 鈴木道彦 - 外国語学部教授、フランス文学、獨協大学名誉教授、読売文学賞受賞（2002年）
- 関楠生 - 外国語学部教授、ドイツ文学、東大名誉教授、獨協大学名誉教授
- 田中伯知
- 高木卓
- 月村辰雄 - 外国語学部専任講師、フランス中世文学、レトリック教育研究、洋学史、東京大学大学院人文社会系研究科教授、渋沢・クローデル賞第10回記念特別賞受賞（1993年）
- 辻康吾
- 土井虎賀寿 - 外国語学部教授、哲学
- 中村粲 - 外国語学部教授、日本近現代史、昭和史研究所代表、獨協大学名誉教授
- 西村克彦
- 延広真治
- 長谷川欣佑 - 外国語学部教授、英語学、東大名誉教授
- 船戸満之
- 保苅瑞穂 - 外国語学部教授、フランス文学、獨協大学名誉教授
- 古野清人
- 本位田祥男
- 永野藤夫 - 外国語学部教授、ドイツ文学、ドイツの演劇、横浜国大名誉教授、獨協大学名誉教授
- 野々山真輝帆
- 増谷英樹
- 丸山武夫
- 水田宗子
- 武者小路実光
- 上田浩二 - ドイツ語学科特任教授、ドイツ演劇、ドイツ近・現代文化史、日独比較文化研究。
- 竹田いさみ - 英語学科教授、国際政治、オーストラリア研究、東南アジア広域研究、非伝統的安全保障。
- 原成吉 - 英語学科教授、アメリカ文学、アメリカ現代詩
- 田村毅 - フランス語学科特任教授、フランス語、フランス文学。
- 若森栄樹 - フランス語学科教授、現代フランス文学、思想。

### 国際教養学部
- 上村幸治 - 言語文化学科教授、国際関係論、毎日新聞中国総局長
- 菊原伸郎
- 飯島一彦 - 学部長、言語文化学科教授、日本文学、日本歌謡史、日本音楽史。
- 梅津正樹 - 言語文化学科非常勤講師、元アナウンサー。
- 水口章 - 言語文化学科非常勤講師、中東・国際関係、社会空間論、国際社会学、国際協力学、政策学（対外政策）。
- 師岡カリーマ・エルサムニー - 言語文化学科非常勤講師、アラビア語、アラブ芸術・文化。

### 経済学部
- 奈倉文二 - 経済学科名誉教授、日本経済史
- 阿部正浩 - 経済学科教授、労働経済学、第49回日経・経済図書文化賞受賞（2006）
- 江川紹子 - 経済学部特任教授
- 蝦名賢造
- 大島通義
- 河野正男
- 亀川雅人
- 坂本實
- 佐々木雄司
- 齋藤博 - 経済学部教授、獨協大学名誉教授。
- 佐藤ゆかり - 経済学部特任教授
- 杉岡碩夫
- 住田裕子 - 経済学部特任教授
- 土方成美
- 百瀬房徳 - 経済学部名誉教授
- 山鹿誠次
- 山本正三 - 経済学部教授
- 深澤真紀 - 経済学部特任教授
- 新井孝重 - 経済学科教授、日本社会史。
- 山根一眞 - 経済学科特任教授、環境問題、先端科学技術、ジャーナリズム一般。
- 山崎元 - 経営学科特任教授、ファンドマネジメント、コンサルティング。
- 犬井正 - 国際環境経済学科教授、第10代獨協大学学長、地理学、日本地理教育学会会長。
- en:Brian Howell

### 法学部
- 磯部哲 - 法律学科准教授、行政法
- 臼井久和 - 法学部教授、国際政治学、獨協大学名誉教授
- 海原峻
- 加藤久雄
- 春日偉知郎
- 嘉治隆一
- 桜井雅夫
- 住田裕子
- 清宮四郎
- 後藤巻則
- 駒形哲哉
- 桜井雅夫 - 国際政治経済学者
- 白鳥令 - 法学部教授、政治学、獨協大学名誉教授、国際教養大学特任教授、マルタ共和国名誉総領事
- 高木新二郎 - 法学部教授、産業再生機構産業再生委員長
- 田中和夫 - 法学部教授、英米法、一橋大学名誉教授、九州大学名誉教授、自由学園理事長
- 只木誠
- 土田道夫
- 長塚真琴
- 長谷川貞之
- 藤本哲也
- 古川純
- 古関彰一 - 法律学科教授、憲法史。獨協大学名誉教授
- 星野昭吉 - 国際関係法学科教授、国際政治学
- 堀口亘
- 宮里政玄 - 法学部教授、アメリカ外交史、琉球大学名誉教授
- 森山茂徳 - 法学部教授、政治学者、首都大学東京都市教養学部法学系教授
- 山内敏弘 - 法学部教授、憲法、獨協大学名誉教授、一橋大学名誉教授
- 横山潤
- 石井保雄 - 法律学科教授、労働法。冲永賞。
- 市川須美子 - 法律学科教授、教育法。第12代日本教育法学会会長。
- 山田洋 - 法律学科教授、行政法。国税庁国税審議会会長。
- 成嶋隆 - 国際関係法学科教授、憲法、教育法。第13代日本教育法学会会長。
- 雨宮昭一 - 総合政策学科教授、地方自治論、政治学。
- 柴田平三郎 - 総合政策学科教授、政治思想史。
- 福永文夫 - 総合政策学科教授、政治学、日本政治外交史。読売・吉野作造賞。

### 法務研究科
- 北野弘久

## 出身者

### 政治

#### 国会議員
- 井上貴博 - 衆議院議員、自由民主党所属、福岡県第1区、財務副大臣
- 田畑裕明 - 衆議院議員、自由民主党所属、富山県第1区、総務副大臣
- 戸井田徹 - 元衆議院議員、自由民主党所属、兵庫県第11区、元厚生労働大臣政務官
- 西本勝子 - 元衆議院議員、自由民主党所属、比例四国ブロック

#### 市町村長
- 針谷力 - 茨城県古河市長
- 西岡真一郎 - 東京都小金井市長、元東京都議会議員
- 高島宗一郎 - 福岡県福岡市長、元九州朝日放送アナウンサー

#### 地方議会議員
- 高島直樹 - 東京都議会議員（第46代議長）
- 土屋敬之 - 元東京都議会議員
- 谷古宇勘司 - 埼玉県議会議員（第101代議長）
- 瀬戸健一郎 - 元草加市議会議員

#### 行政
- 田盛正幸 - 元警察官、西日本旅客鉄道東京本部担当部長、元警察庁警備局国際テロリズム対策課長、元大分県警察本部長、元兵庫県警察本部警務部長

### 司法
- 真鍋十蔵 ‐ 裁判長

### 経済
- 井上信悟 - ポニーキャニオン取締役副社長・制作宣伝総括
- 加藤勝哉 - 東邦ホールディングス取締役社長
- 久保泰三 - アルフレッサ ホールディングス代表取締役社長
- 三森裕 - 元プルデンシャル生命保険代表取締役社長兼最高経営責任者、元生命保険協会理事
- 笹本裕 - Twitter Japan代表取締役、元ドリーム・フォー代表取締役社長、元マイクロソフト執行役常務・オンラインサービス事業部長、元MTVジャパン代表取締役社長兼最高経営責任者
- 菊間潤吾 - ワールド航空サービス会長、日本旅行業協会会長、全国公正取引協議会連合会副会長、キプロス共和国名誉総領事、元世界旅行博運営委員長、レジオンドヌール勲章
- 関谷幸一 - 元角川グループパブリッシング代表取締役社長、KADOKAWA常務取締役
- 酒井忠順 - 松岡物産代表取締役社長、庄内藩左衛門尉系酒井家19代当主
- 田口義隆 - セイノーホールディングス代表取締役社長、元西濃運輸代表取締役社長
- 福田祐介 - BANDAI SPIRITS代表取締役社長、元バンプレスト代表取締役社長、元バンダイ代表取締役副社長
- 松崎みさ - アガスタ創業者・元取締役会長、日本ナチュラルビューティスト協会会長、元日本ベンチャー協議会理事
- 森本千賀子 - 実業家、キャリアデザイナー、著作家、講演家。「株式会社morich」代表取締役 兼 All Rounder Agent
- 髙橋明希 - 武蔵境自動車教習所代表取締役、ブリリアントホープ General Partner, President代表

### 研究
- 青木一能 - 政治学者、日本大学大学院総合社会情報研究科教授
- 青柳幸一 - 憲法学者、明治大学法務研究科教授　法務省司法試験考査委員
- 石垣茂光 - 法学者、東北学院大学大学院法務研究科長・同法実務専攻教授
- 石津朋之 - 歴史学者、防衛省防衛研究所戦史研究センター国際紛争史研究室長
- 市原麻衣子 - 国際政治学者、一橋大学大学院法学研究科教授
- 伊東祐郎 - 言語学者、東京外国語大学名誉教授、元日本語教育学会会長
- 大串敦 - 政治学者、慶應義塾大学法学部教授
- 岡本順治 - 言語学者、学習院大学文学部ドイツ語圏文化学科教授
- 加藤一彦 - 憲法学者、東京経済大学現代法学部現代法学科教授
- 木下卓 - 英文学者、愛媛大学名誉教授
- 佐藤真千子 - 政治学者、静岡県立大学准教授
- 佐野真一郎 - 言語学者、慶應義塾大学商学部教授
- 関谷昇 - 政治学者、千葉大学法経学部准教授
- 竹田いさみ - 政治学者、獨協大学外国語学部英語学科教授
- 星井牧子 - 言語学者、早稲田大学法学学術院教授
- 星浩司 - 言語学者、慶應義塾大学経済学部教授
- 山内功一郎 - アメリカ文学者、早稲田大学文学学術院教授

### 教育
- 牧政治 - 進学予備校・パソコンスクール講師
- 西澤ロイ - 英語カウンセラー

### 宗教
- 遠藤嘉信 - 牧師、説教家、神学校教師。

### 文芸
- 伊沢由美子 - 児童文学作家
- 石川康子 - ノンフィクション作家
- 石田瑞穂 - 詩人
- 市川拓司 - 小説家
- 坂野徳隆 - 小説家
- 白取春彦 - 作家、翻訳家
- 天童大人 - 詩人、朗唱家、字家、日本文藝家協会会員、日本ペンクラブ会員
- ハセベバクシンオー - 小説家、脚本家、『このミステリーがすごい!』大賞優秀賞受賞
- 林啓子 - 通訳者、翻訳家
- 山根一眞 - ノンフィクション作家、獨協大学経済学部特任教授、獨協大学環境共生研究所研究員
- 山下昌子 - 通訳者、翻訳家、元パーソナルコンピュータユーザ利用技術協会国際委員
- 本間龍 - ノンフィクション作家
- 福原亮 - ダンス講師（獨協大学舞踏研究会OB会副会長）、外国人介護人材コンサルタント、看護師人材紹介事業経営者
- 斎藤光顕-小説家
- 中園努-編集者（獨協大学哲学研究会OB会副会長）、実話ナックルズ編集長

### 漫画家
- 五十嵐正邦 - 漫画家
- 石倉淳一 - 漫画家
- 内水融 - 漫画家
- かがみあきら - 漫画家
- 森泉岳土 - 漫画家

### 映画・映像
- 安達かおる - AV監督、V&Rプランニング代表取締役
- 野伏翔 - 演出家、映画監督
- 林弘樹 - 映画監督
- 細野辰興 - 映画監督

### 音楽
- 安田裕美 - 作曲家、編曲家、ギタリスト（中退）
- 新井洋平 - 作曲家、ベーシスト（中退）
- 石川貴之 - ゲームミュージック作曲家
- 金子晴美 - ジャズシンガー
- 椎名豪 - 作曲家
- 杉村尚美 - 歌手
- 須藤薫 - 歌手
- 高橋涼子 - シンガーソングライター
- ダンス☆マン - ミュージシャン、獨協大学の学生バンド「ジャドーズ」の出身（中退）
- 冨田恵一 - 音楽プロデューサー、ミュージシャン、作曲家、編曲家、冨田ラボ主宰。
- パッパラー河合 - ミュージシャン（中退）
- 福沢恵介 - シンガーソングライター、作曲家（中退）
- 藤田淳平 (指揮者) - 指揮者、音楽プロデューサー
- 古澤大 - 作詞家、DJ、映像監督、音楽プロデューサー。
- 古瀬里恵 - ジャズヴォーカリスト、ピアニスト、作曲家
- 升秀夫 - ミュージシャン、BUMP OF CHICKEN (Dr)
- 村田和人 - 歌手
- CHICO CARLITO - HIPHOPミュージシャン、ラッパー
- 川渕かおり - ジャパニズムロックバンド『KAO=S』（カオス）のヴォーカリスト、剣舞師。

### 放送
- 木村忠寛 - テレビプロデューサー、ハウステンボスプロデューサー、元フジテレビプロデューサー・映像企画部長・ライツ開発局企画部長。
- 徳永友一 - 脚本家、オリガミクスパートナーズ所属。
- 平野眞 - ディレクター、演出家、フジテレビドラマ制作センター所属。
- 三浦淳 - テレビプロデューサー、フジテレビゼネラルプロデューサー
- 美濃部達宏 - 放送作家
- 山崎純 - 放送作家
- 植竹英次 - 放送作家

### 芸能
- 芦田昌太郎 - 俳優、実父は松山英太郎、祖父は芦田伸介
- 今井ゆうぞう - 俳優、うたのおにいさん（NHK教育「おかあさんといっしょ」）
- 岡元あつこ - 女優、タレント
- かたせ梨乃 - 女優（中退）
- 加藤純平 - 俳優
- 桐井大介 - 声優
- 甲田益也子 - 女優
- サッシャ - ラジオDJ
- 真田幹也 - 俳優、映画監督
- 柴俊夫 - 俳優（中退）
- 寿大聡 - 俳優、無名塾第26期生（退塾）
- ジリ・ヴァンソン - 俳優、タレント
- 田口トモロヲ - 俳優（中退）
- 寺田寛明 - お笑い芸人
- 中村唯 - 女優
- 根津甚八 - 俳優（中退）
- 野中りえ - タレント
- 林奈穂 - ラジオパーソナリティ
- 林竜多郎 - 声優、役者
- 福ノ上達也 - ラジオDJ、J-WAVEナビゲーター
- 堀川りょう - 声優　(中退)
- 麻由 - 女優、タレント
- 前田拳太郎 - 俳優（2021年現在在学中[1]）
- 本木美沙 - 女優、歌手、タレント
- ラッキィ池田 - 振付師、タレント（中退）
- Rio - 女優、AV女優、グラビアアイドル、タレント、恵比寿マスカッツ
- 山崎樹範 - 俳優
- よしいよしこ - ナレーター
- 吉本多香美 - 女優
- 吉行由実 - 女優
- 渡辺由紀 - 女優

### 評論家・ジャーナリスト
- 森山裕之 - 「マンスリーよしもとPLUS」編集長、「QuickJapan」編集長。
- 重太みゆき - 印象評論家、亜細亜大学経営学部教授、エムスノージャパン代表取締役、日本印象行動学会代表理事
- 渡辺健吾 - 音楽ライター
- 草彅洋平 - 編集者、東京ピストル代表取締役

### アナウンサー
- 秋山裕靖 - 山形放送アナウンサー
- 一瀬友里 - フリーアナウンサー
- 伊東陽司 - テレビ信州アナウンサー。
- 打越裕樹 - NHKアナウンサー
- 梅津正樹 - NHKアナウンサー、ことばおじさん
- 蛯原哲 - 日本テレビアナウンサー
- 小倉智昭 - フリーアナウンサー、テレビ番組司会者、タレント
- 亀井亜紀子 - フリーアナウンサー
- 川野武文 - 宮崎放送アナウンサー
- 来栖あいり - フリーアナウンサー
- 近藤丈靖 - 新潟放送アナウンサー
- 斎藤恒雄 - 元福岡放送アナウンサー
- 斎藤千夏 - TBSラジオパーソナリティ、石川テレビ放送元アナウンサー。
- 志賀大士 - 元TBSアナウンサー、現制作部
- 陣内智衣 - フリーアナウンサー、元石川テレビ放送アナウンサー
- たかとりじゅん - フリーアナウンサー
- 高田景子 - フリーアナウンサー、女優
- 武田和歌子 - 朝日放送アナウンサー
- 高山香織 - 東日本放送アナウンサー
- 冨樫光明 - リングアナウンサー。
- 中川富雄 - NHKアナウンサー
- 長田新 - フリーアナウンサー、レポーター、声優、タレント
- 花田和明 - NHK放送研修センター・日本語センターチーフアナウンサー
- 浜家有文子 - キャスター、元CNN Headline キャスター
- 原志保 - フリーアナウンサー
- 比嘉京子 - 琉球放送執行役員
- 三平泰丈 - NHKアナウンサー
- 宮城麻里子 - 元琉球放送アナウンサー
- 邑田みさき - 元北海道放送アナウンサー
- 室照美 - フリーアナウンサー
- 森中直樹 - NHKアナウンサー
- 山地美紗子 - ラジオ福島アナウンサー
- 山藤美智 - 元札幌テレビ放送アナウンサー

### スポーツ
- 榎本潤 - 元サッカー選手、FC東京所属
- 岡田武夫 - 日本サッカー協会特命担当部長、東アジアサッカー連盟事務総長。
- 小原一典 - サッカーブータン代表監督。
- 健太 - キックボクサー
- 千葉絵美 ピラティスマスタートレーナー、studio-emi代表、元now fashion agency所属モデル
- 保坂典子 - チアリーダー、ワシントン・レッドスキンズ（NFL）所属。
- 吉川祐太 - プロレスラー、格闘探偵団バトラーツ所属。
- 亀崎鮎太 - 元サッカー選手、ビーチサッカー選手・指導者
- 澤田篤樹 - サッカー選手、元湘南ベルマーレ
- 並木秀尊 - プロ野球選手、東京ヤクルトスワローズ所属

### その他
- 齋藤雅巳 - 登攀家
- 多胡光純 - カメラマン
- 服部雄一 - セラピスト、多重人格研究者、狭山心理研究所主宰（中退）
- 早川みどり - 心理カウンセラー
- 富紅梅 - 囲碁棋士、日本棋院東京本院所属
- 横田拓也 - 社会運動家、北朝鮮による拉致被害者家族連絡会代表（第3代）
- RYOTA - 手品師